# You Make Loving Fun

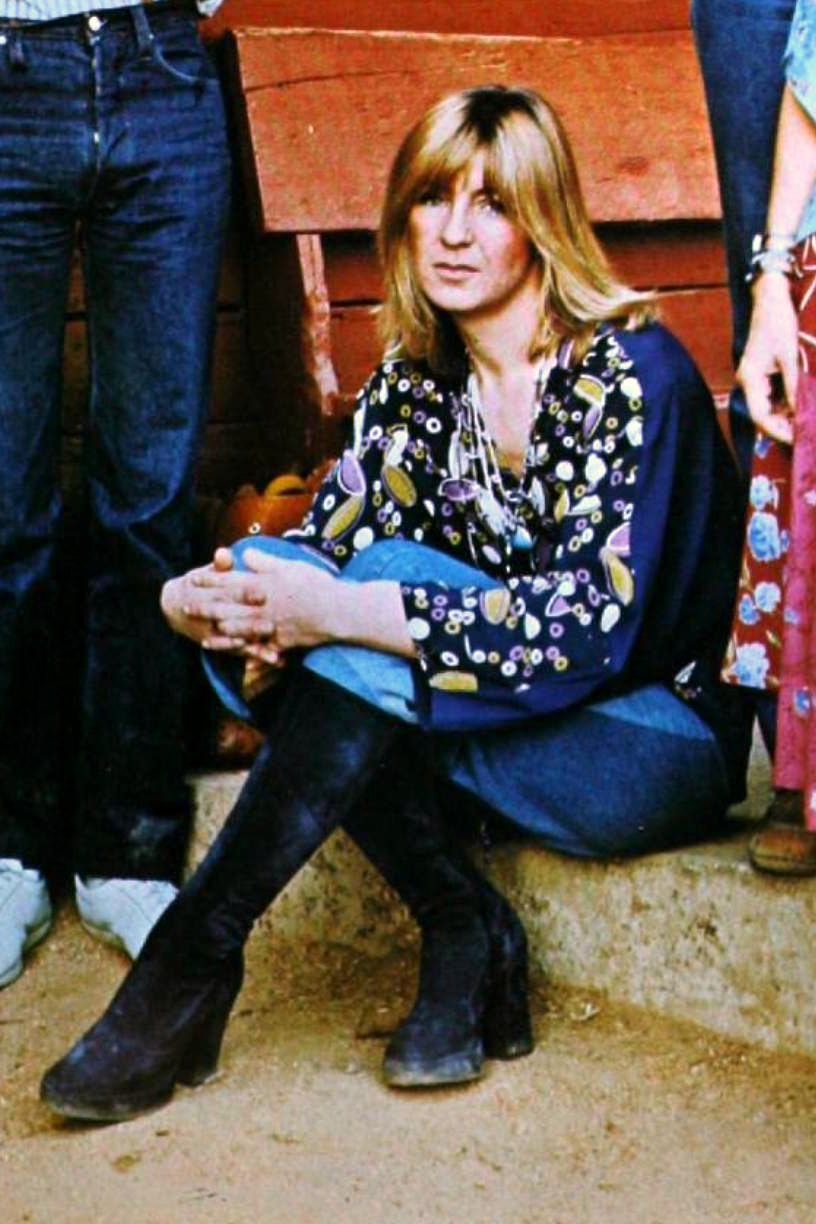
Christine McVie (1977)

You Make Loving Fun ist ein 1977 veröffentlichtes Lied der der Rockband Fleetwood Mac. Der von Christine McVie geschriebene und gesungene Song wurde als vierte und letzte Single aus dem Album Rumours ausgekoppelt. Es war der vierte Top-Ten-Hit des Albums und kam auf Platz neun der US Billboard Hot 100.

## Komposition und Aufnahme
Der Song wurde von einer Affäre inspiriert, die Christine McVie mit dem Beleuchtungsdirektor der Band hatte. „Um einen Wutanfall zu vermeiden“ erzählte sie ihrem damaligen Ehemann und Bandkollegen John McVie, der Song handele von ihrem Hund.
Laut Christine McVie wurden die ersten Aufnahmen des Songs in Abwesenheit von Lindsey Buckingham gemacht, was ihr die Freiheit gab, „den Song selbst zu entwickeln“. Buckingham spielte die Rhythmusgitarre auf einer Fender Stratocaster, die Aufnahmen wurden mit einem Fender Rhodes Piano gemacht, Stevie Nicks spielte Tamburin. Christine McVie ergänzte die Aufnahme mit einem Hohner Clavinet. Der Song verwendet in der Akkordfolge absteigende Sekunden.
McVie sagte, sie hätte den Song als dritte US-Single des Albums vorgeschlagen, stattdessen wurde aber Don’t Stop gewählt.
You Make Loving Fun war fester Bestandteil der Konzerte von Fleetwood Mac und wurde von 1976 bis 1997, ein Jahr vor McVies Ausscheiden aus der Band, bei jeder Tournee mit Christine McVie gespielt. Der Song wurde auch bei Fleetwood Macs Tournee 2014–2015 gespielt, als McVie wieder in die Band eintrat.

## Rezeption
Cashbox schrieb, dass McVies „magische Worte von engelsgleichem Hintergrundgesang begleitet werden, von schneidenden Gitarren und einem pulsierenden Backbeat, der durch ihr elektrisches Keyboard verstärkt wird.“

## Besetzung
- Christine McVie – Fender Rhodes Piano, Hohner Clavinet, Hammond B3-Orgel, Gesang
- Mick Fleetwood – Schlagzeug, Glockenspiel, Kastagnetten
- John McVie – Bassgitarre
- Lindsey Buckingham – Gitarren, Hintergrundgesang
- Stevie Nicks – Tamburin, Hintergrundgesang

## Kommerzieller Erfolg

### Chartplatzierungen
| ChartsChartplatzierungen       | Höchstplatzierung | Wochen |
| ------------------------------ | ----------------- | ------ |
| Vereinigte Staaten (Billboard) | 9 (14 Wo.)        | 14     |
| Vereinigtes Königreich (OCC)   | 45 (2 Wo.)        | 2      |

### Auszeichnungen für Musikverkäufe
| Land/Region                  | Auszeichnungen für Musikverkäufe (Land/Region, Auszeichnung, Verkäufe) | Verkäufe |
| ---------------------------- | ---------------------------------------------------------------------- | -------- |
| Neuseeland (RMNZ)            | 2× Platin                                                              | 60.000   |
| Vereinigtes Königreich (BPI) | Platin                                                                 | 600.000  |
| Insgesamt                    | 3× Platin ·                                                            | 660.000  |

Hauptartikel: Fleetwood Mac/Auszeichnungen für Musikverkäufe